# Bessancourt
Cet article possède des paronymes, voir Bézancourt et Bessoncourt.
Bessancourt est une commune française située dans le département du Val-d'Oise, en région Île-de-France.

## Géographie

### Localisation

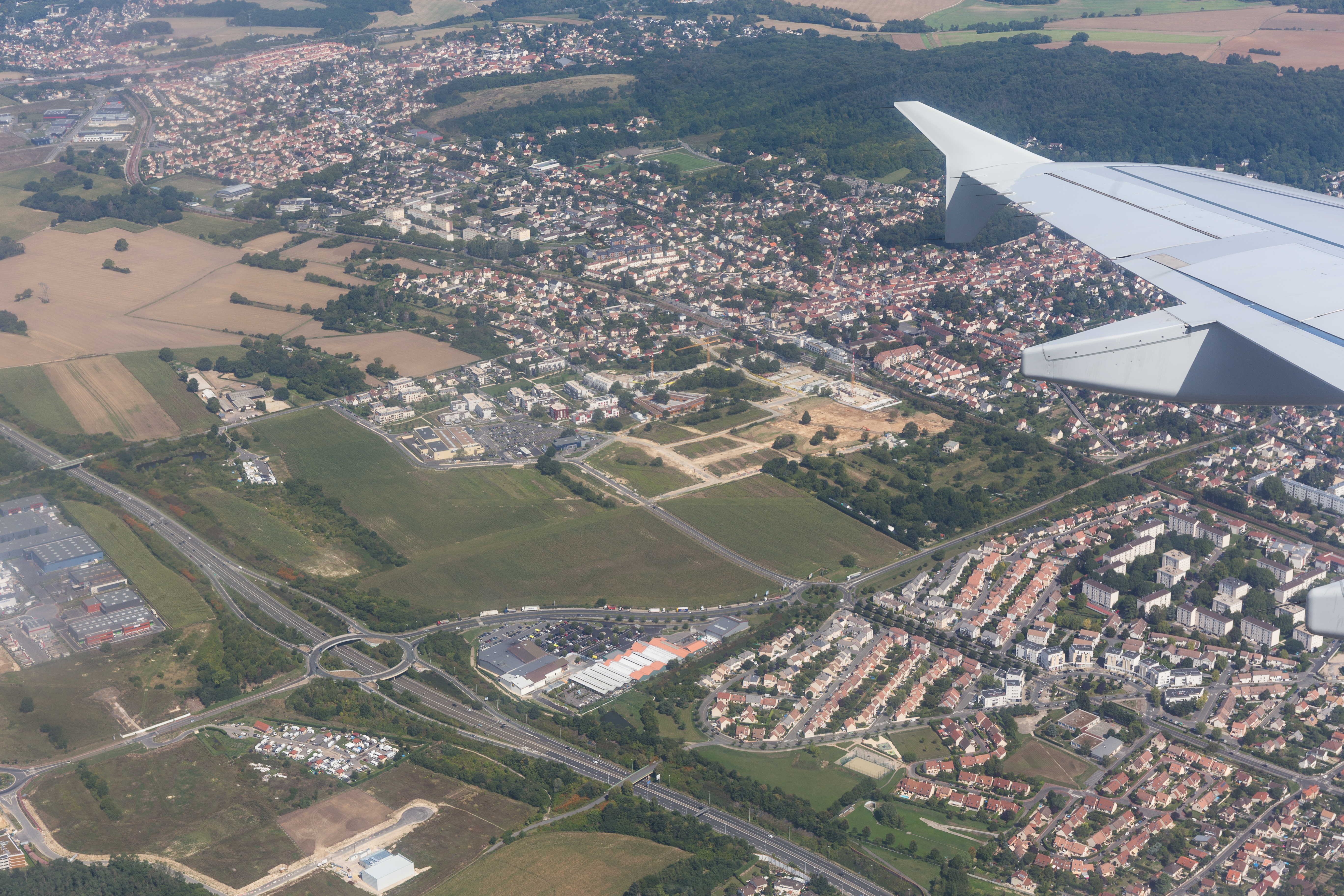
Vue aérienne de Bessancourt en 2019.

Bessancourt se situe au pied de la forêt de Montmorency, sur le versant sud-ouest de la butte-témoin éponyme, à l’extrême nord-ouest de la vallée de Montmorency, à une vingtaine de kilomètres au nord-ouest de Paris et aux confins des forêts de Montmorency et de L’Isle-Adam.
La commune se trouve dans l'aire d'attraction de Paris ainsi que dans l'unité urbaine et le bassin de vie de cette métropole, et dans la zone d'emploi de Cergy-Vexin.

### Communes limitrophes
Bessancourt est limitrophe de Frépillon et Méry-sur-Oise au nord, Taverny au sud et à l'est et Pierrelaye à l'ouest ; en outre, un quadripoint avec Beauchamp existe au sud-ouest.
Le sentier de grande randonnée de pays GRP de la Ceinture verte de Paris tangente au nord le territoire communal.
|               | Frépillon   | Villiers-Adam |
| Méry-sur-Oise | Bessancourt |               |
| Pierrelaye    | Beauchamp   | Taverny       |

### Hydrographie
La commune ne compte aucun cours d'eau.

### Climat
Pour des articles plus généraux, voir Climat de l'Île-de-France et Climat du Val-d'Oise.
En 2010, le climat de la commune est de type climat océanique dégradé des plaines du Centre et du Nord, selon une étude du CNRS s'appuyant sur une série de données couvrant la période 1971-2000. En 2020, Météo-France publie une typologie des climats de la France métropolitaine dans laquelle la commune est dans une zone de transition entre le climat océanique et le climat océanique altéré et est dans la région climatique Sud-ouest du bassin Parisien, caractérisée par une faible pluviométrie, notamment au printemps (120 à 150 mm) et un hiver froid (3,5 °C).
Pour la période 1971-2000, la température annuelle moyenne est de 11,6 °C, avec une amplitude thermique annuelle de 14,9 °C. Le cumul annuel moyen de précipitations est de 673 mm, avec 10,5 jours de précipitations en janvier et 7,8 jours en juillet. Pour la période 1991-2020, la température moyenne annuelle observée sur la station météorologique la plus proche, située sur la commune de Pontoise à 8 km à vol d'oiseau, est de 12,5 °C et le cumul annuel moyen de précipitations est de 666,7 mm,. Pour l'avenir, les paramètres climatiques de la commune estimés pour 2050 selon différents scénarios d'émission de gaz à effet de serre sont consultables sur un site dédié publié par Météo-France en novembre 2022.

## Urbanisme

### Typologie
Au 1er janvier 2024, Bessancourt est catégorisée grand centre urbain, selon la nouvelle grille communale de densité à sept niveaux définie par l'Insee en 2022.
Elle appartient à l'unité urbaine de Paris, une agglomération inter-départementale regroupant 407  communes, dont elle est une commune de la banlieue,,. Par ailleurs la commune fait partie de l'aire d'attraction de Paris, dont elle est une commune du pôle principal,. Cette aire regroupe 1 929 communes,.

### Occupation des sols

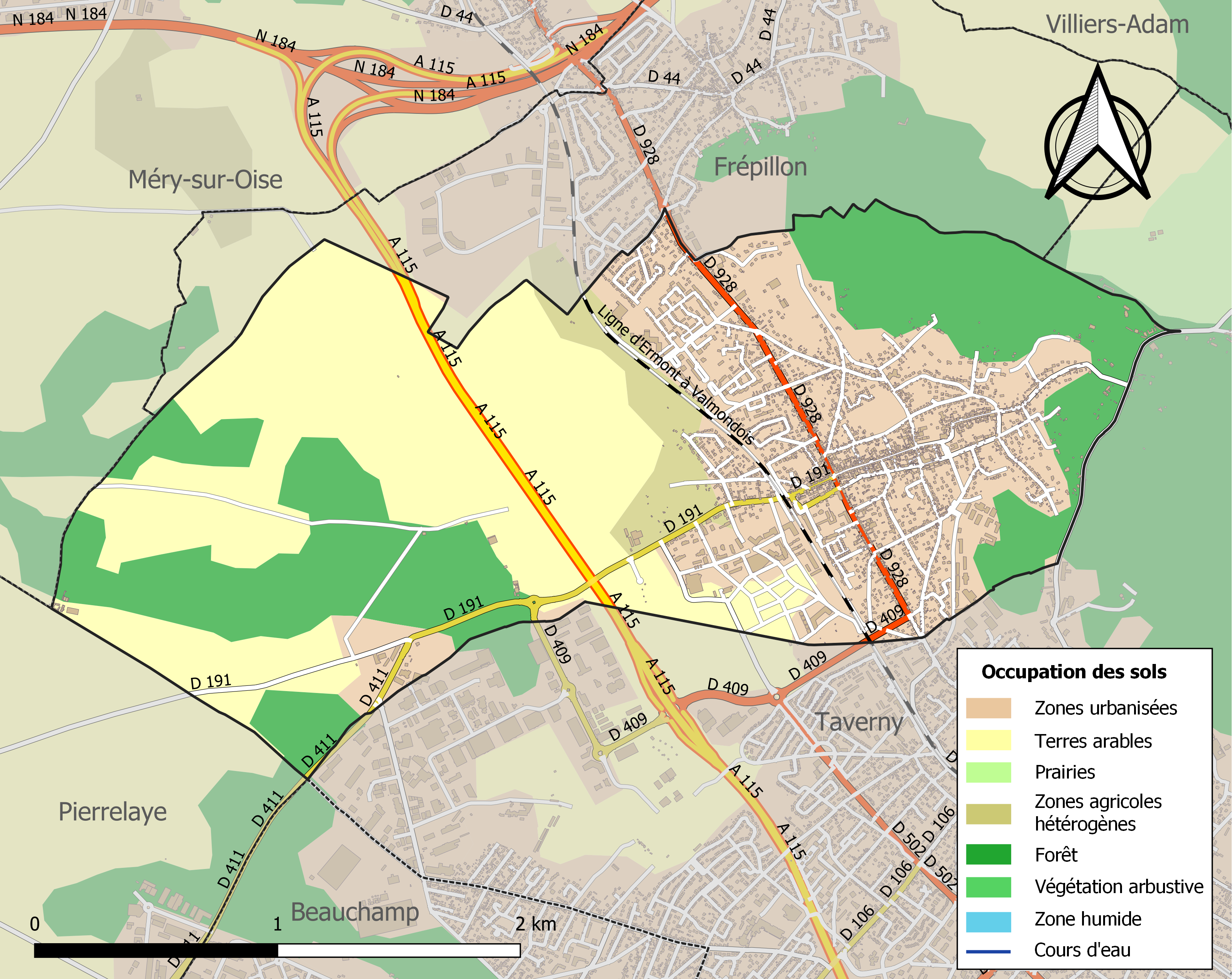
Carte des infrastructures et de l'occupation des sols de la commune en 2018 (CLC).

### Morphologie urbaine
Originellement organisé autour d'un ruisseau qui suivait le tracé de la Grande rue (aujourd'hui disparu), le village s'est au fil des ans développé le long de la route de Paris à Auvers-sur-Oise, avant de gagner la plaine qui s'étend vers Pierrelaye. Suivant ce schéma, l'habitat individuel prédomine autour du centre ville, alors que l'on trouve des grands ensembles et des constructions récentes dans la plaine. Bessancourt fait partie de l'aire urbaine de Paris.

### Habitat et logement
En 2021, le nombre total de logements dans la commune était de 3 604, alors qu'il était de 2 847 en 2016 et de 2 778 en 2011.
Parmi ces logements, 92,6 % étaient des résidences principales, 0,8 % des résidences secondaires et 6,6 % des logements vacants. Ces logements étaient pour 54,7 % d'entre eux des maisons individuelles et pour 44,4 % des appartements.
Le tableau ci-dessous présente la typologie des logements à Bessancourt en 2021 en comparaison avec celle du Val-d'Oise et de la France entière. Une caractéristique marquante du parc de logements est ainsi la faible proportion des résidences secondaires et logements occasionnels (0,8 %) par rapport au département (1,5 %) et à la France entière (9,7 %).
| Typologie                                               | Bessancourt | Val-d'Oise | France entière |
| ------------------------------------------------------- | ----------- | ---------- | -------------- |
| Résidences principales (en %)                           | 92,6        | 92,4       | 82,2           |
| Résidences secondaires et logements occasionnels (en %) | 0,8         | 1,5        | 9,7            |
| Logements vacants (en %)                                | 6,6         | 6          | 8,1            |

La commune satisfait presque les obligations qui lui sont faites par l'article 55 de la loi SRU de disposer d'au moins 25 % de son parc de résidences principales constituées de logements sociaux. En effet, en 2019, ce ratio atteignait 24,77 % de son parc de résidences principales, contre 23,69 % en 2014.

### Voies de communication et transports

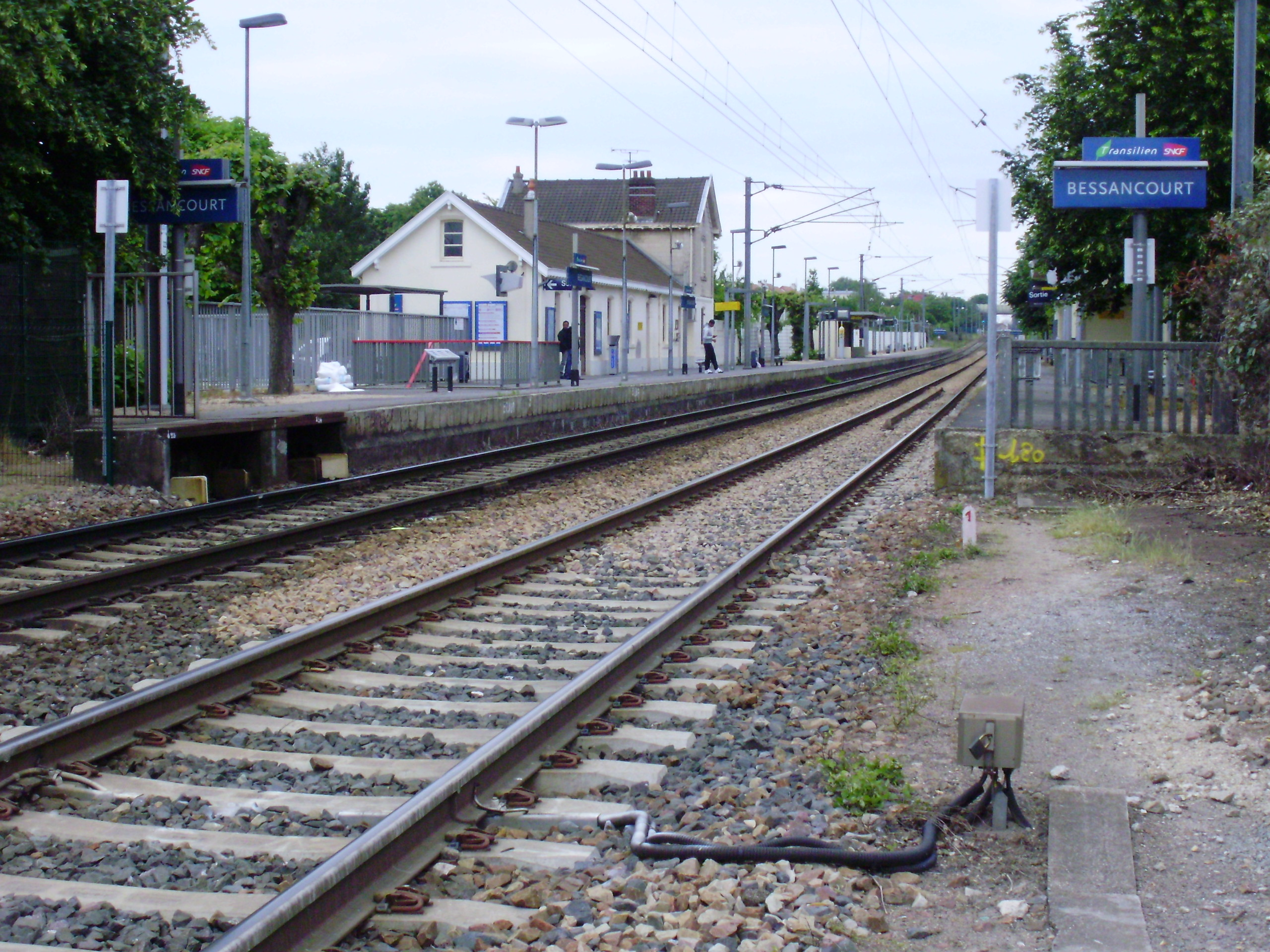
La gare de Bessancourt.

L'A115 en direction de la N 184 (Francilienne) bifurque de l'A15 au niveau de Franconville et dessert Bessancourt par la sortie numéro 5.
La ville est traversée par trois routes départementales :
- suivant un axe nord-ouest/sud-est par l’ancienne route nationale 328 (actuelle RD 328) partant d'Eaubonne pour rejoindre Hérouville ;
- suivant un axe sud-ouest/nord-est par la RD 411 en provenance d'Herblay prenant fin à Bessancourt ;
- suivant un axe sud-ouest/nord-est par la RD 191 en provenance de Pierrelaye prenant fin à Bessancourt.

La commune est desservie par la gare de Bessancourt, sur la ligne H du Transilien reliant Paris-Nord à Valmondois et Persan - Beaumont.
Les lignes de bus suivantes desservent Bessancourt :
- ligne 30-18 : Gare de Montigny - Beauchamp RER - Gare de Bessancourt ;
- ligne 30-04 : Mairie de Chauvry- Taverny place de Verdun ;
- ligne 95-03-A et B :  Gare de Cergy-Préfecture–  RER Gare de Montigny - Beauchamp / Gare de Cergy-Préfecture – Mairie de Margency.

## Toponymie
Bercencuria, Bercendicuria en 1259, Bessanicurtis, Bercencort.

## Histoire
Le plus ancien vestige archéologique de Bessancourt est un pic en grès taillé remontant au Mésolithique.
Le site de Bessancourt passe pour un des plus anciens lieux d’habitation du diocèse. Sa situation particulière, au creux d’un vallon niché au pied d’une colline boisée, présentant des pentes ensoleillées, ne pouvait que favoriser l’implantation humaine. Le village s’est d’abord développé au bord d’un ruisseau, le Menluce, dont le tracé suivait le thalweg de la Grande-Rue actuelle et du chemin de la Voie pour rejoindre la Liesse à Pierrelaye.
C’est sous le règne de Philippe-Auguste que Bessancourt en 1189, accède au rang de paroisse, par décision de Maurice de Sully, évêque de Paris. Des plus anciens contrats, on relève les noms suivants : Bercolcort (1189) - Bercencort (1204) - Berchoncourt (1231) - Bercendicuriam (1249) - in territorio Bercecurie (1253) - Bersincourt (1239) - Bessencourt (1299). De très vieux titres nous apprennent que les premiers seigneurs (les Tirel) percevaient à Bessancourt des droits de péage et des droits sur le moulin à vent, les fours à pain et les pressoirs.
Après avoir connu la domination de la famille Tirel, Bessancourt a été assujettie, pendant cinq siècles et demi, du XIIIe au XVIIIe siècle, à l’abbaye de Maubuisson ; trente abbesses s’y sont succédé, se faisant appeler Dames de Bessancourt.
La terre de Bessancourt avait été achetée en 1240 par la reine Blanche de Castille, qui la donna à l'abbaye de Maubuisson.
Ce fut un territoire en partie très tôt mis en valeur que Blanche de Castille et Saint-Louis donnèrent à l’abbaye de Maubuisson, qui marque ensuite l’empreinte de sa puissance par la construction de l'église Saint-Gervais-et-Saint-Protais en 1250.

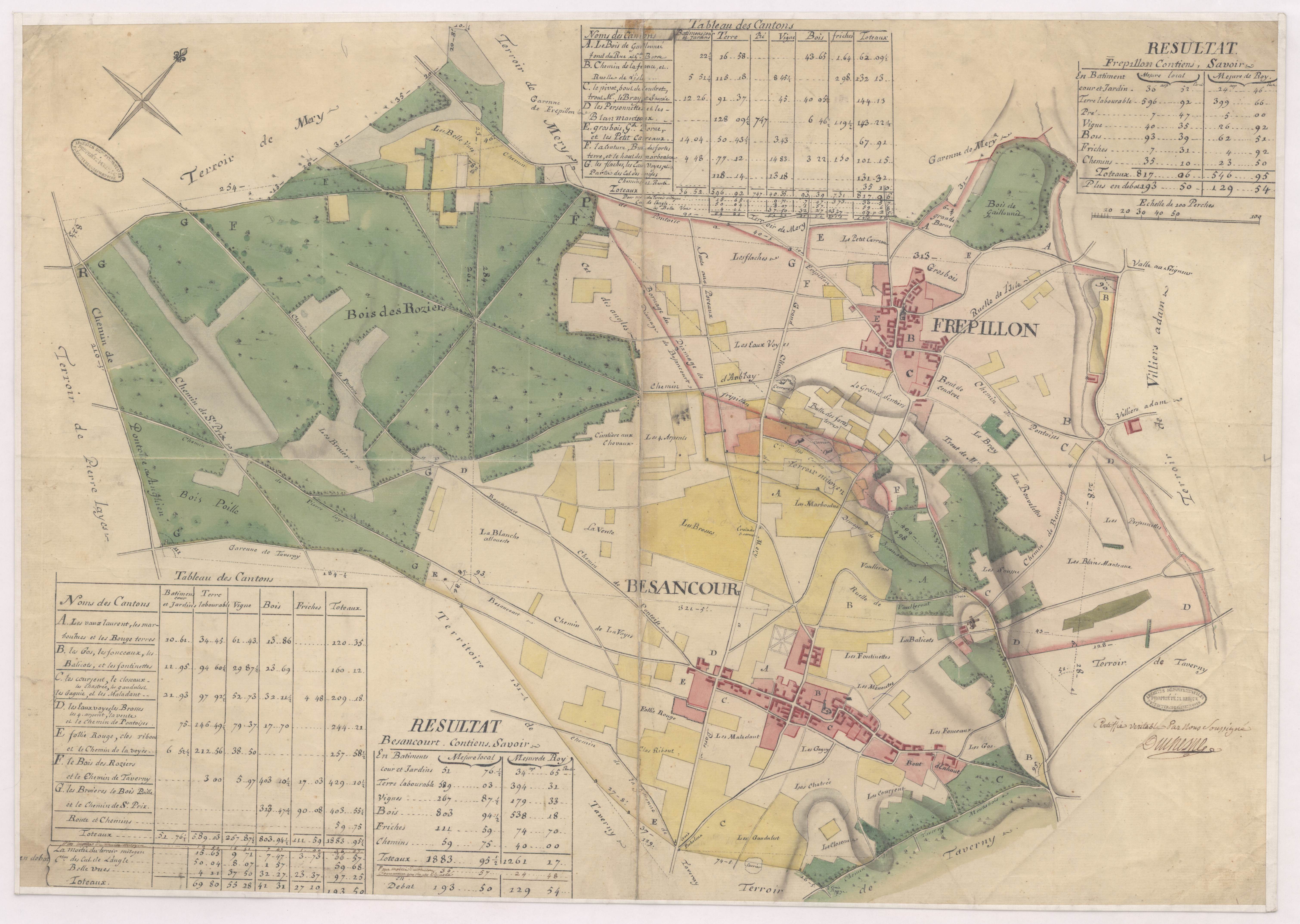
Plan d'intendance de Bessancourt et Frépillon, 1783. Arpenteur : Denis Duchesne. Cadastre de Bertier de Sauvigny. Archives départementales du Val-d'Oise.

À la Révolution, le domaine de Maubuisson est vendu, et le premier conseil de la commune se tient le 7 février 1790. 
Le 27 avril 1789, les députés Garnier et Meurger portent le cahier des plaintes et doléances des Bessancourtois aux États Généraux. Bessancourt perdra son statut de "bourg fermé" (pour traverser le village, il fallait acquitter un droit de péage) à la grande satisfaction des vignerons qui possédaient 132 hectares de vignobles.
La première élection municipale aura lieu le 7 février 1790, Jacques Chéron sera le premier maire de Bessancourt.
À partir de 1815, d'importantes carrières de gypse sont mises en exploitation à Taverny et Bessancourt. En 1990, certaines de ces carrières situées en ville fermeront.
En 1862, mairie et écoles s’installent dans des bâtiments situés près de la place et de l’ancien cimetière. Ces bâtiments seront démolis et reconstruits en 1878, avec une nouvelle mairie et une nouvelle école.
Terre de laboureurs et de vignerons, riche de ses cultures, Bessancourt n’a cessé de se développer au cours des siècles, passant de 240 habitants en 1470 à 1 124 habitants à la veille du XXe siècle.
Du fait de la position stratégique des carrières de gypse, notamment par la proximité du chemin de fer, et de leur superficie, ces dernières sont utilisées par les Allemands de 1941 à 1944 qui y stockent des munitions, y établissent un centre de défense aérienne de la Luftwaffe et en font un atelier de montage des missiles V1, les mines étant inappropriées pour y fabriquer des missiles V2.
En 1946, l'armée de l'air utilise à son tour les carrières.
En 1957, le Centre d'opérations de la défense aérienne s'installe à Taverny, suivi en 1961 du Commandement air des forces de défense aérienne et en 1963 du Commandement des forces aériennes stratégiques.
Avec le développement des transports et la proximité de Paris, Bessancourt a perdu au cours du dernier siècle sa situation agricole privilégiée qui en faisait un lieu de villégiature très apprécié. Riche de son passé et de son cadre privilégié, Bessancourt attire néanmoins de nouveaux habitants et connaît une expansion (2 153 habitants en 1936, 2 644 en 1960, 3 500 en 1968, 5 759 en 1975, 7 500 en 2000).

## Politique et administration

### Rattachements administratifs et électoraux
Rattachements administratifs
Antérieurement à la loi du 10 juillet 1964, la commune faisait partie du département de Seine-et-Oise. La réorganisation de la région parisienne en 1964 rattache la commune à l’arrondissement de Pontoise au département du Val-d'Oise  après un transfert administratif effectif au 1er janvier 1968. Toutefois, à compter du 1er janvier 2017 la commune est désormais intégrée à l'arrondissement d'Argenteuil, afin de tenir compte des limites des intercommunalités,
Elle faisait partie de 1801 à 1931 du canton de Montmorency, année où elle intègre le canton de Taverny. Dans le cadre du redécoupage cantonal de 2014 en France, cette circonscription administrative territoriale a disparu, et le canton n'est plus qu'une circonscription électorale.
Rattachements électoraux
Pour les élections départementales, la commune est membre depuis 2014 d'un nouveau  canton de Taverny
Pour l'élection des députés, elle fait partie de la troisième circonscription du Val-d'Oise.

### Intercommunalité
Bessancourt était membre de la communauté d'agglomération du Parisis, un établissement public de coopération intercommunale (EPCI) à fiscalité propre créé en 2005 et auquel la commune avait transféré un certain nombre de ses compétences, dans les conditions déterminées par le code général des collectivités territoriales.
Dans le cadre de la mise en œuvre de la loi MAPAM du 27 janvier 2014, qui prévoit la généralisation de l'intercommunalité à l'ensemble des communes et la création d'intercommunalités de taille importante en Île-de-France capables de dialoguer avec la métropole du Grand Paris créée par la même loi, cette intercommunalité a fusionné avec ses voisines pour former, le 1er janvier 2016, la communauté d'agglomération Val Parisis dont est désormais membre la commune

### Tendances politiques et résultats
Lors du premier tour des élections municipales de 2014 dans le Val-d'Oise, la liste DVG menée par le maire sortant obtient la majorité absolue des suffrages exprimés, avec 1 654 voix (59,88 %, 23 conseillers municipaux élus dont 3 communautaires), devançant celle DVD menée par Francis Balland, qui a obtenu 1 108 voix (40,12 %, 6 conseillers municipaux élus dont 1 communautaire).
Lors de ce scrutin, 40,08 % des électeurs se sont abstenus.
Lors du premier tour des élections municipales de 2020 dans le Val-d'Oise, la liste DVG-ECO menée par le maire sortant Jean-Christophe Poulet obtient la majorité absolue des suffrages exprimés, avec 1 242 voix (68,46 %, 25 conseillers municipaux élus dont 2 communautaires), battant largement la liste DVG menée par Élie Domergue, qui a obtenu 572 voix (31,53 %, 4 conseillers municipaux élus). 
Lors de ce scrutin marqué par la pandémie de Covid-19 en France, 61,91 % des électeurs se sont abstenus.

### Liste des maires
| Période   | Période                    | Identité                    | Étiquette    | Qualité |
| --------- | -------------------------- | --------------------------- | ------------ | --- |
| 1790      | 1791                       | Jacques Cheron jeune        |              | |
| 1791      | 1792                       | Claude Drussant             |              | |
| 1792      | 1792                       | Gervais Deboissy            |              | |
| 1792      | 1793                       | Louis Bonneville            |              | |
| 1793      | 1800                       | Jean Baptiste Garnier       |              | |
| 1800      | 1802                       | M. Blanzy                   |              | |
| 1802      | 1802                       | M. Juvigny                  |              | |
| 1802      | 1810                       | Pierre Jacques Bonneville   |              | |
| 1810      | 1812                       | François Nicolas Verrier    |              | |
| 1813      | 1814                       | Hippolyte-Claude Bonneville |              | |
| 1814      | 1816                       | Pierre François Torris      |              | |
| 1816      | 1824                       | Toussaint Drussant          |              | |
| 1824      | 1829                       | Alexandre Jacquin           |              | |
| 1829      | 1832                       | André Jean Baptiste Bequet  |              | |
| 1832      | 1834                       | Hippollyte-CIair Bonneville |              | |
| 1834      | 1837                       | Ursemaire Baillet           |              | |
| 1837      | 1839                       | M. Bouchez                  |              | |
| 1839      | 1843                       | M. Fouquet                  |              | |
| 1843      | 1847                       | G. Baillet                  |              | |
| 1847      | 1860                       | M. Baillet-Ursemaire        |              | |
| 1860      | 1881                       | Pierre Gervais Jacquin      |              | |
| 1881      | 1888                       | Victor Deboissy             |              | |
| 1888      | 1890                       | Eugène Fromont              |              | |
| 1890      | 1898                       | Alexandre Thevenot          |              | |
| 1898      | 1904                       | Victor Deboissy             |              | |
| 1904      | 1908                       | Eugène Stilmant             |              | |
| 1908      | 1925                       | Albert Petit                |              | |
| 1925      | 1929                       | Fernand Durand              |              | |
| 1929      | 1930                       | Jean Beaugeard              |              | |
| 1930      | 1944                       | Victor Letellier            |              | |
| 1944      | mars 1965                  | Paul Bonneville             |              | |
| mars 1965 | mars 1971                  | Gilbert Petit               |              | |
| mars 1971 | mars 1977                  | George Magenot              |              | |
| mars 1977 | mars 1983                  | Gilbert Petit               |              | |
| mars 1983 | mars 2001                  | Michel Rochoux              | DVD          | |
| mars 2001 | En cours (au 10 juin 2021) | Jean-Christophe Poulet      | EÉLV puis FD | Enseignant, directeur de l'E2C95 Vice-président de la CA Val Parisis (2015 → ) Chevalier des palmes académiques Réélu pour le mandat 2020-2026, |

### Jumelages
Bessancourt est à ce jour liée[Quand ?] avec quatre communes, dont trois en Europe et une en Afrique :
- Holmes Chapel (Royaume-Uni) depuis 1979 à 265 km au nord de Londres et 39 km au sud de Manchester ;
- Zè (Bénin) depuis 2006 à 46 km au nord de Cotonou ;
- São João da Pesqueira (Portugal) depuis 2007 à environ 370 km au nord-est de Lisbonne ;
- Tordas (Hongrie) depuis 2007 à 25 km au sud de Budapest.

## Équipements et services publics

### Enseignement
La commune dispose d’une crèche familiale municipale située dans des locaux adjacents à la mairie permettant à des enfants de trois mois à trois ans de s’éveiller grâce à des activités éducatives ou familiales. Cette crèche est assistée par une halte-garderie située non loin dans la rue Madame. Ces structures, en favorisant l’éveil, permettent aux enfants d’entrer en douceur dans le monde de l’apprentissage qu’ils découvriront peu de temps après en entrant en école maternelle.
En 2011, il existe deux groupes scolaires contenant chacun une école maternelle et primaire. Un groupe se trouve dans le quartier des Brosses et Malais, le groupe scolaire Lamartine qui n'a ouvert qu'en 1970 lors de la construction du quartier, et l’autre dans le quartier de la gare, le groupe scolaire Saint-Exupéry construit à partir des années 1930 pour remplacer les anciens locaux devenus trop petits.
Par la suite les élèves de primaire peuvent entrer au collège Maubuisson situé dans le quartier des Brosses et Malais depuis 1979. Le collège accueille aujourd'hui environ 500 élèves, soit cinq classes par niveau, et a subi un certain nombre de travaux ces dernières années pour le remettre au goût du jour.
En liaison avec les trajets domicile-école, un projet appelé Pédibus animé par l'Agence régionale de l'environnement et des nouvelles énergies (ARENE) et la délégation régionale Île-de-France de l'Agence de l'environnement et de la maîtrise de l'énergie (ADEME), a pour but de favoriser l’usage des modes moins polluants que la voiture pour aller à l’école, en particulier la marche et le vélo. Comme le bus, il s’agit d’une ligne desservant un quartier, avec des arrêts matérialisés. Une "caravane" d’enfants, encadrés par des parents bénévoles, emprunte à pied cette ligne. Dans le cas de Bessancourt, il existe 3 lignes différentes[réf. nécessaire].

### Culture
Depuis 1948, la Maison des jeunes et de la culture (MJC) fonctionne grâce aux efforts de bénévoles qui proposent les activités traditionnels d’une MJC (théâtre, peinture, céramique…) dans les sous-sols de la mairie jusqu’à ce que la MJC s’installe dans le parc Keller au début des années 1970 sous l’impulsion de son premier directeur rémunéré, Rafael Lopez. À force d’activités nouvelles et de travail, la MJC devient l’une des plus fréquentées du Val-d’Oise dans les années 1980, mais elle a été dissoute en 2003.[réf. nécessaire].
Le 28 juin 2013 est inauguré « L'Espace Marc-Steckar » (en présence du musicien, jazzman, du même nom, habitant Bessancourt) qui est le nouvel Espace Culturel de la ville. Il y accueille « L'École de Musique » de la ville, ainsi que des expositions d'arts plastiques. On y donne donc des cours de musique (avec violon, batterie, flûte, piano, guitare, basse, guitare électrique, solfège), ainsi que des cours de théâtre.

### Santé
En 2011, il existe deux pharmacies à Bessancourt, l’une près du quartier des Brosses et Malais sur l’avenue de la République et l’autre proche de l’école Saint-Exupéry et de la gare. On dénombre par ailleurs quatre médecins presque tous situés sur la RD 928 qui traverse la ville.
La ville possède un centre de secours principal ultra-moderne qui couvre les villes de Bessancourt et Frépillon en limite de Frépillon, ce centre remplace l'ancien centre de Bessancourt qui se situait au pied de l'église et qui sert maintenant au service technique municipal.
Pour l’anecdote, jusqu’en 1960 il existait une petite clinique près du croisement de l’avenue de Paris et de la rue de la Gare.

### Social
Centre communal d'action sociale (CCAS) : Le CCAS de Bessancourt est un établissement public communal doté de la personnalité morale et de l'autonomie budgétaire qui se situe non loin de l'église. Il intervient à deux titres : l'aide sociale légale et l'aide sociale facultative. En ce qui concerne l'aide sociale légale, il intervient dans les domaines suivants : l'instruction des demandes d'aide sociale pour le compte du conseil général, à savoir : les dossiers de l'allocation personnalisée d'autonomie, les dossiers de demande de compensation du handicap, d'aides sociales, les demandes de RSA, et les demandes de Fonds Solidarité Logement, impayés d'énergie, d'eau...

### Justice, sécurité, secours et défense
La ville dispose d'une police municipale disposant d'un local permettant d'accueillir le public dans la Grande-Rue et d’une caserne de pompiers en bordure de la commune de Frépillon et du complexe sportif des Marboulus au nord-ouest de la ville[réf. nécessaire].
Bessancourt fait partie de la juridiction d’instance de Montmorency, et de celle du tribunal judiciaire et de commerce de Pontoise,.

## Population et société
Les habitants sont appelés les Bessancourtois.

### Démographie
L'évolution du nombre d'habitants est connue à travers les recensements de la population effectués dans la commune depuis 1793. Pour les communes de moins de 10 000 habitants, une enquête de recensement portant sur toute la population est réalisée tous les cinq ans, les populations de référence des années intermédiaires étant quant à elles estimées par interpolation ou extrapolation. Pour la commune, le premier recensement exhaustif entrant dans le cadre du nouveau dispositif a été réalisé en 2007.

En 2022, la commune comptait 8 521 habitants, en évolution de +20,61 % par rapport à 2016 (Val-d'Oise : +4 %, France hors Mayotte : +2,11 %).
| 1793 | 1800 | 1806 | 1821 | 1831 | 1836 | 1841 | 1846 | 1851 |
| ---- | ---- | ---- | ---- | ---- | ---- | ---- | ---- | ---- |
| 789  | 821  | 846  | 785  | 810  | 810  | 785  | 824  | 750  |

| 1856 | 1861 | 1866 | 1872 | 1876 | 1881 | 1886  | 1891  | 1896  |
| ---- | ---- | ---- | ---- | ---- | ---- | ----- | ----- | ----- |
| 712  | 753  | 765  | 802  | 866  | 882  | 1 008 | 1 009 | 1 124 |

| 1901  | 1906  | 1911  | 1921  | 1926  | 1931  | 1936  | 1946  | 1954  |
| ----- | ----- | ----- | ----- | ----- | ----- | ----- | ----- | ----- |
| 1 266 | 1 307 | 1 487 | 1 683 | 1 877 | 2 164 | 2 153 | 2 079 | 2 422 |

| 1962  | 1968  | 1975  | 1982  | 1990  | 1999  | 2006  | 2007  | 2012  |
| ----- | ----- | ----- | ----- | ----- | ----- | ----- | ----- | ----- |
| 2 847 | 3 781 | 5 978 | 5 758 | 6 429 | 6 999 | 7 281 | 7 231 | 6 629 |

| 2017  | 2022  | - | - | - | - | - | - | - |
| ----- | ----- | - | - | - | - | - | - | - |
| 7 318 | 8 521 | - | - | - | - | - | - | - |

## Économie
L'économie agricole et vinicole du XIXe siècle subit des transformations du fait de la création du réseau ferré. D’une part celui-ci provoque la création de nouveaux quartiers gourmands en espace et d’autre part le chemin de fer contribua à l’essor de nouvelles cultures correspondant plus aux demandes de la population parisienne qui voulait de plus en plus de fruits, de lait et de légumes. Progressivement avec l’arrivée du chemin de fer, l’activité agricole de Bessancourt s’adapta donc aux besoins de Paris en abandonnant céréales et vignes, qui de toutes manières étaient de qualité médiocre du fait des terres sableuses de la vallée de Montmorency.
L’agriculture maraîchère se trouva facilitée par l’arrivée massive de gadoue et des eaux usées de Paris qui servirent d’engrais pour fertiliser les sols, ce qui pose aujourd’hui de graves problèmes de pollution.

## Culture locale et patrimoine

### Lieux et monuments

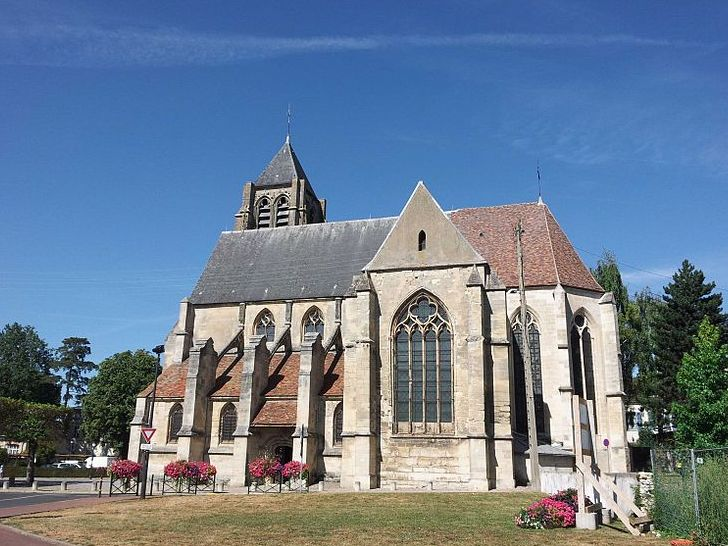
Église Saint-Gervais-et-Saint-Protais.

Bessancourt compte un monument historique sur son territoire :
- Église Saint-Gervais-et-Saint-Protais  Classé MH (1921)[33])

De style gothique, elle a été bâtie à partir de 1250 sous l'impulsion de l'abbesse de l'abbaye de Maubuisson en remplacement d'une chapelle remontant au moins au XIe siècle. 
De plan cruciforme, c'est un édifice haut et élancé, se composant d'une nef avec deux bas-côtés ; d'un transept saillant et d'un chœur au chevet polygonal. Le clocher qui se dresse sur la première travée du bas-côté nord fait partie intégrante de la façade occidentale et a été construit au XIVe siècle. L'étage supérieur est ajouré de deux baies abat-son gémelées par face, entourées d'une riche ornementation, mais les contreforts se terminent ensuite d'une manière abrupte au niveau de la gouttière du toit. Il n'y a pas de flèche, mais un simple toit à quatre versants couvert d'ardoise. 
Le portail occidental avec sa riche ornementation flamboyante ainsi que le remplage de la fenêtre haute en forme de fleur de lys ne datent que du XIXe siècle, mais l'illusion de l'architecture du XVIe siècle est presque parfaite. 
Pendant cette période, la nef et le transept ont été retouchés dans le cadre des réparations à la suite des dégâts de la guerre de Cent Ans. Trois arcs-boutants dans la prolongation des contreforts consolident les façades nord et sud de la nef, qui possède des fenêtres hautes sur les deuxième et troisième travées seulement. Elles ont un remplage flamboyant, alors que les baies des bas-côtés sont des ogives à lancette simple. La grande verrière de la façade du croisillon sud du transept est particulièrement remarquable ; elle se compose de quatre hautes lancettes aux têtes tréflées surmontées d'une rose à quatre festons. 
Le chœur, sans collatéraux, possède des baies de deux lancettes de la même hauteur. À l'intérieur, l'on peut remarquer deux particularités dans le vitrage en grisaille : la représentation, à genoux, de Robert de Berceucort, chanoine de Paris en 1270, et juste au-dessus, sur un panneau ajouté, également à genoux, d'une abbesse de Maubuisson de 1594 dont les armes seraient celles d'Angélique d'Estrées. Cette observation permet l'hypothèse que l'église n'aurait été achevée que vers la fin du XVe siècle.
On peut également signaler :
- Monument aux martyrs de la Résistance et de la Déportation, face au cimetière.
- Monument aux morts du cimetière.
- Grille du château Madame, rue du Château

Le château de Bessancourt était initialement une maison de campagne de l'abbesse de l'abbaye de Maubuisson. Devenu pavillon de chasse du prince de Conti sous Louis XIV, il est vendu comme bien national à la Révolution française. L'appellation de château Madame ne paraît qu'au XIXe siècle et fait référence à l'abbesse de Maubuisson. Adolphe Thiers habitait le manoir pendant la révolution de 1830. La grille a été installée au XIXe siècle pour remplacer un double vantail en bois. Le château a été démoli depuis.
- Croix de l'Achevé, carrefour de la place de l'Achevé

Cette croix remonte au XIIIe siècle et marquait la limite entre les fiefs de Bessancourt et de la Chevée, appartenant tous les deux à la maison de Montmorency. La présence des fourches patibulaires en ce lieu a sans doute contribué à la déformation du nom initial de croix de la Chevée, tel qu'il figure dans des chartes anciennes. La croix actuelle en fer forgé ne date que du XIXe siècle.
- Source des Courgents, rue du Haut-Tertre

L'eau de cette source provient du vallon du Haut-Tertre. La source se présentait initialement comme une petite mare, où les habitants amenaient s'abreuver le bétail. Ce n'est qu'en 1862 que la source est captée sous un petit édicule voûté.

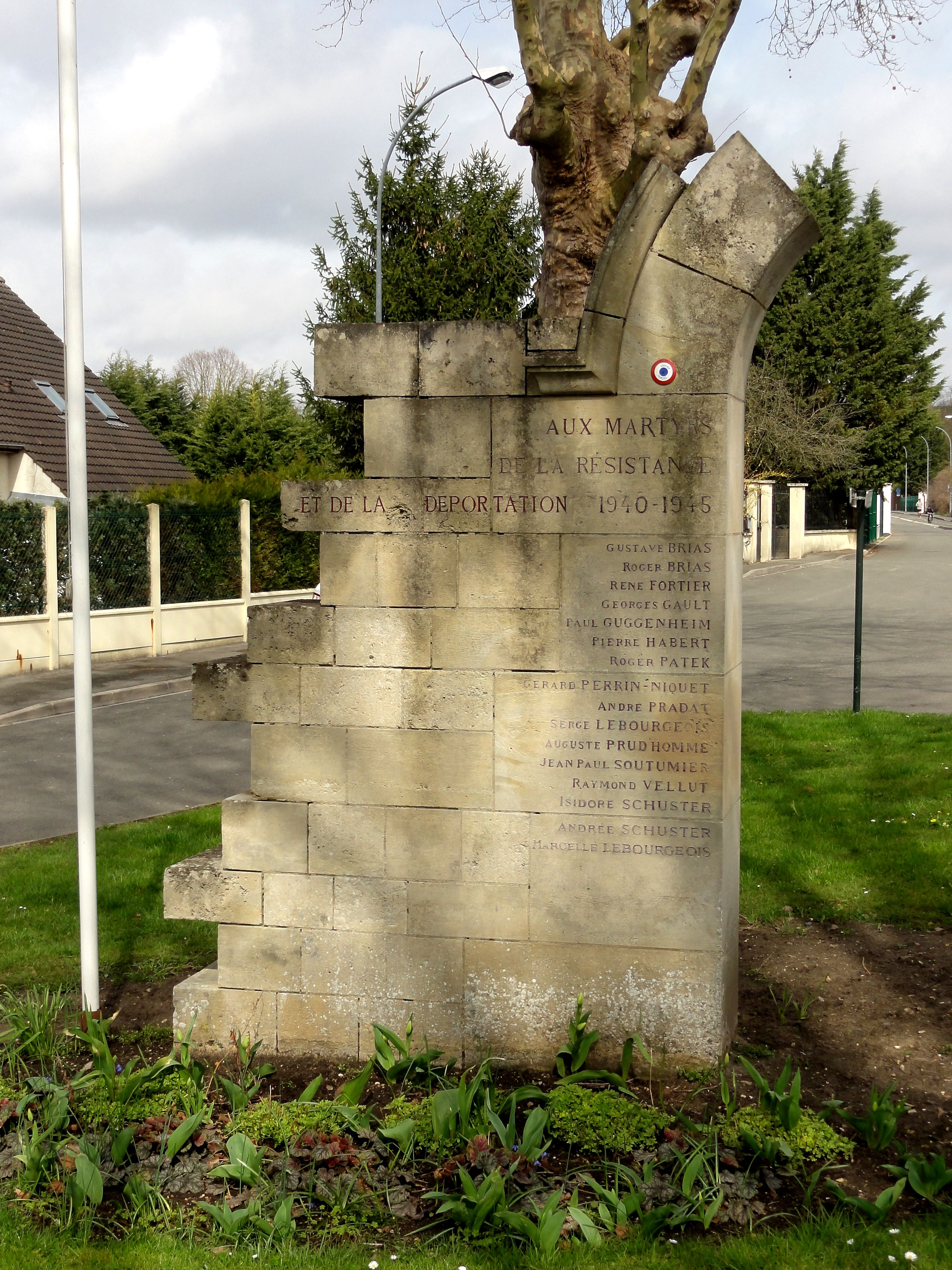
Monument aux martyrs de la Résistance.
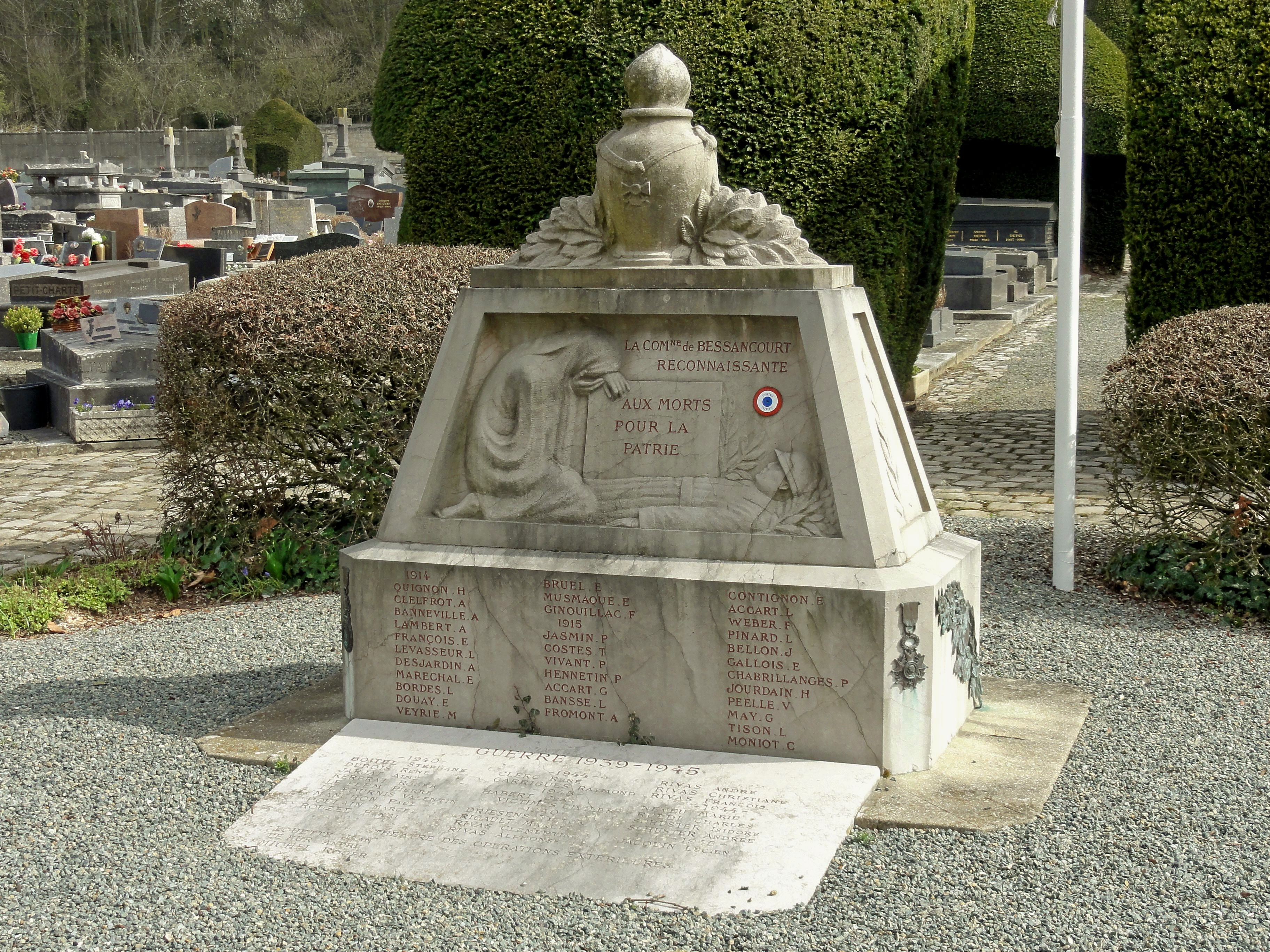
Monument aux morts du cimetière.
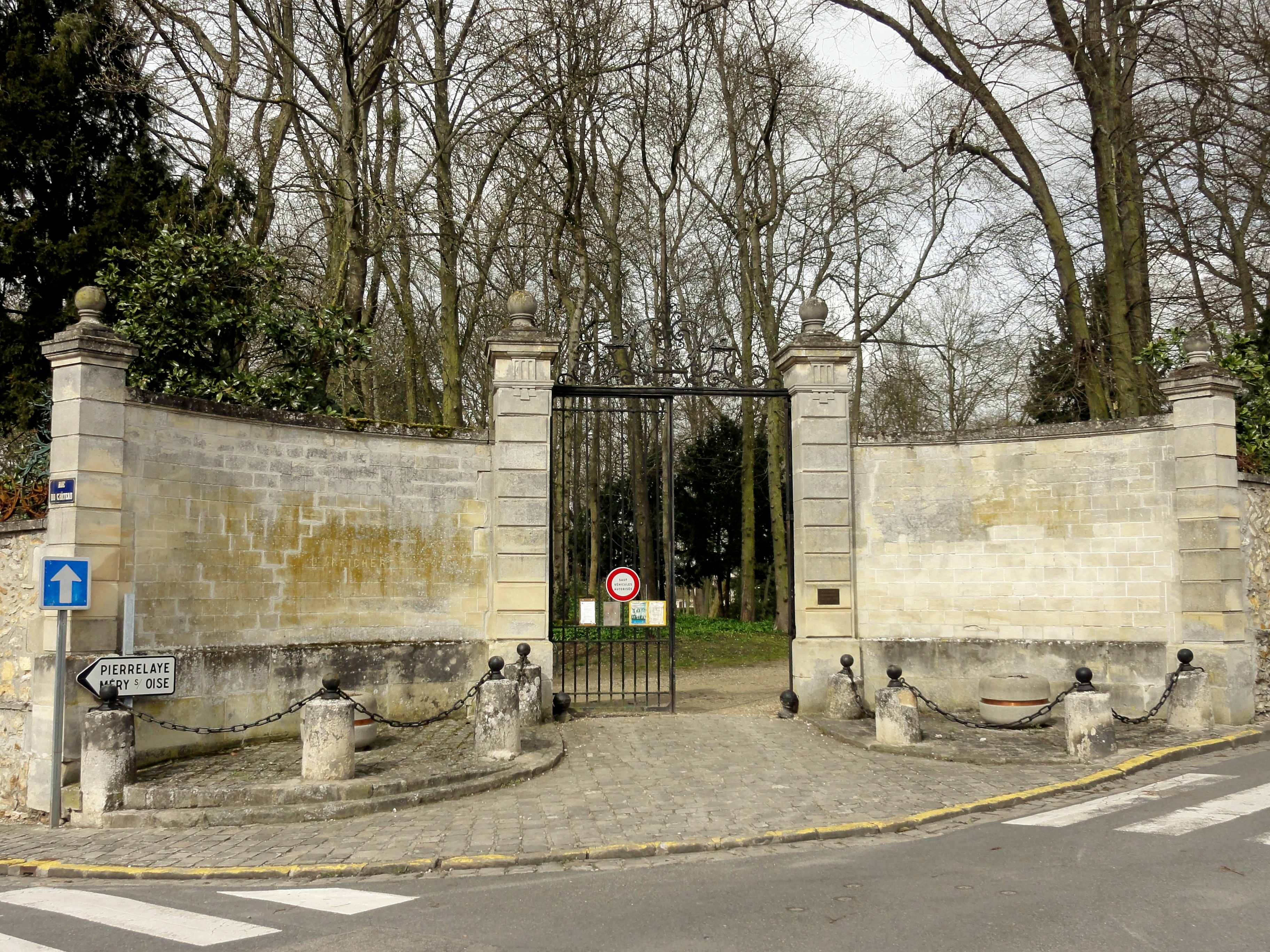
Grille du château Madame.
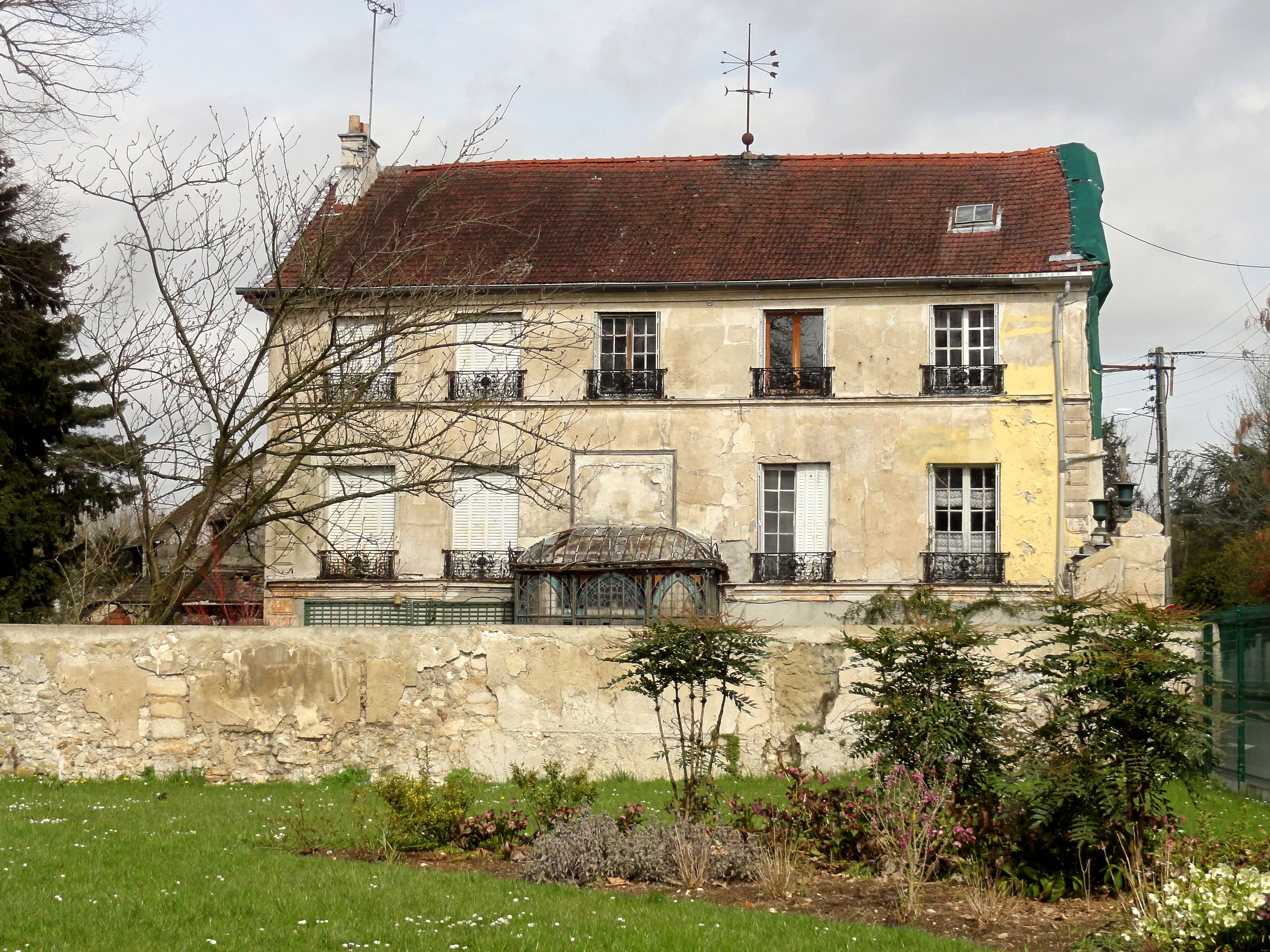
Le manoir.
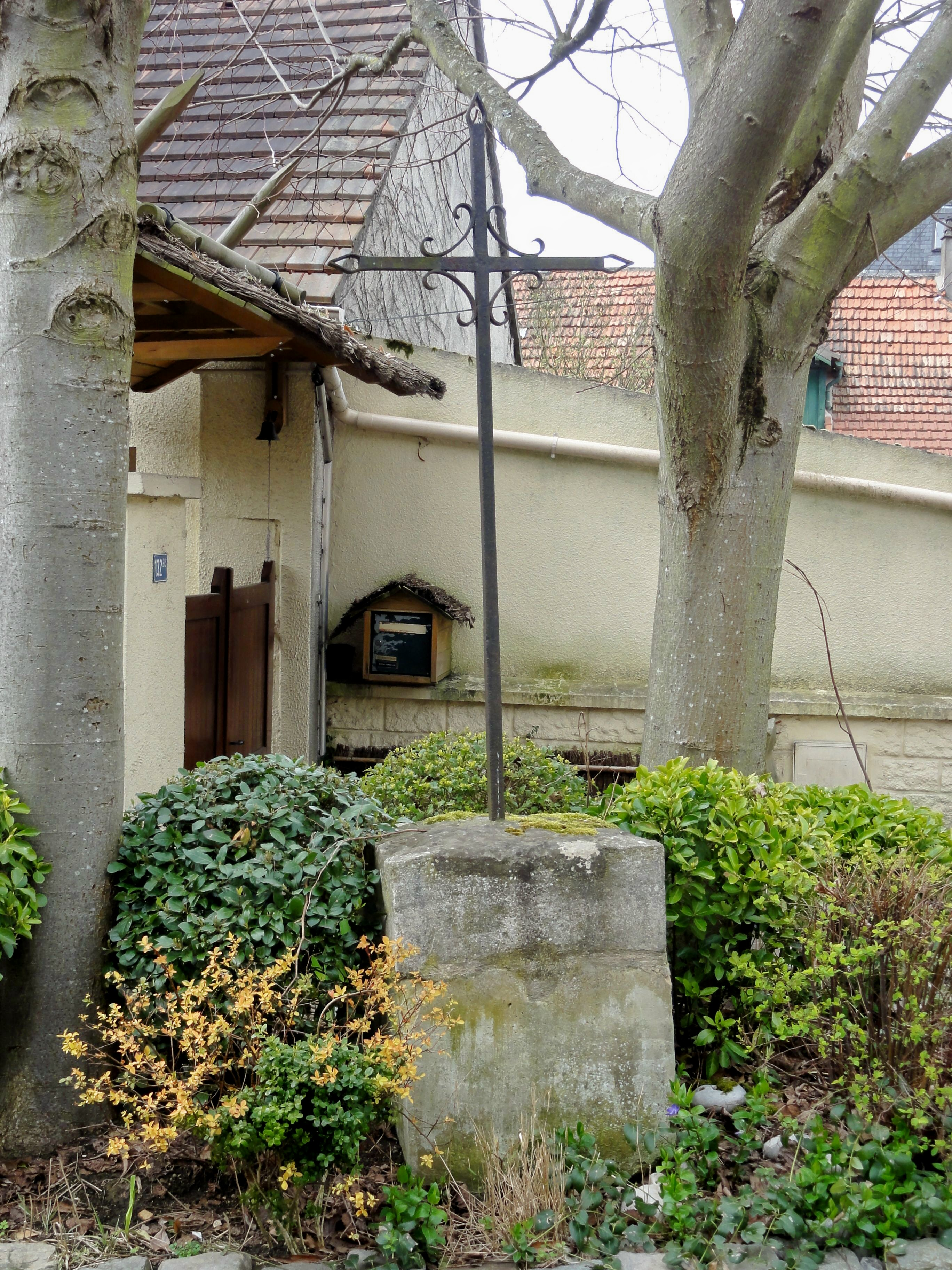
Croix de l'Achevé.
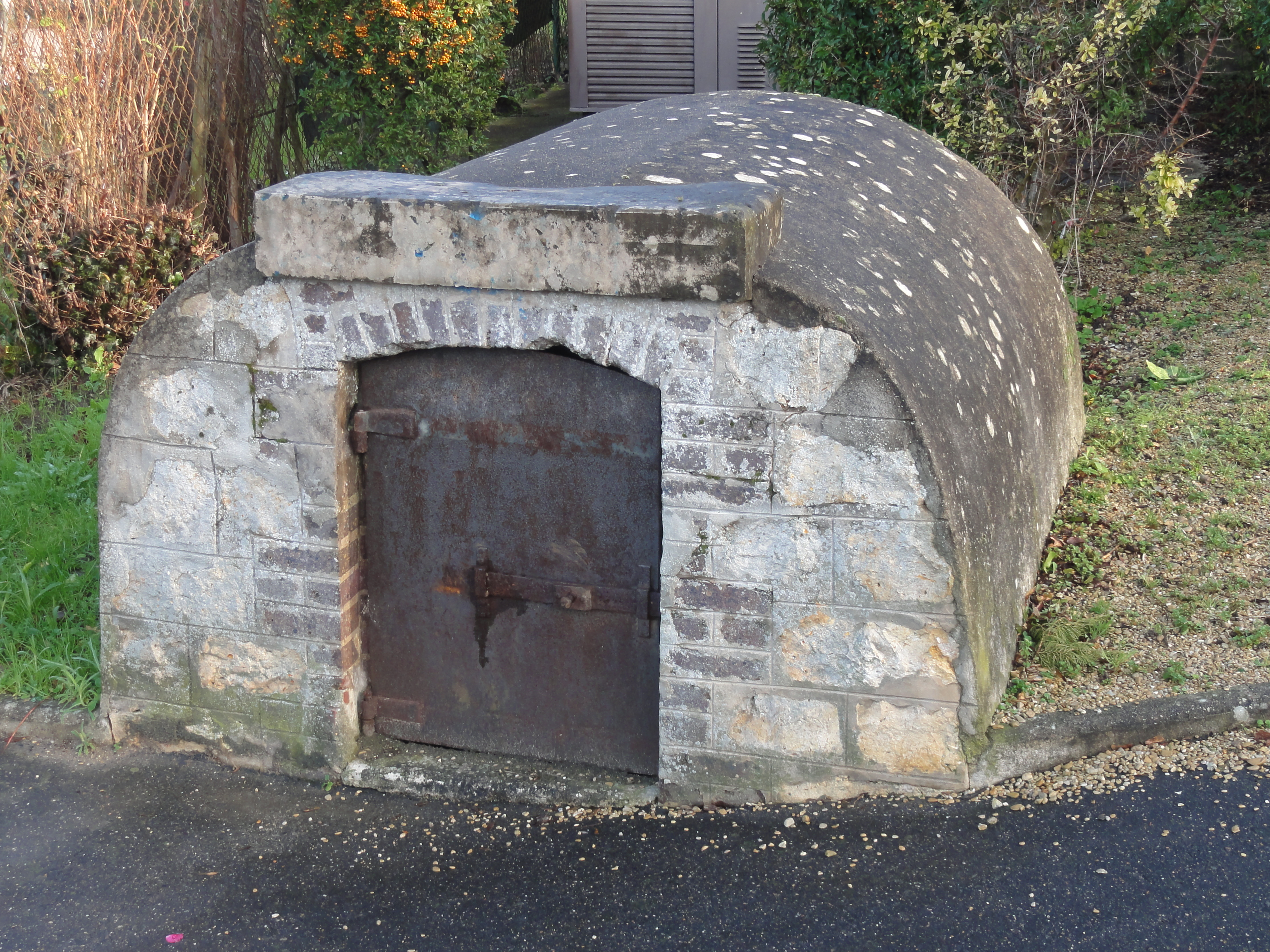
Source des Courgents.

### Personnalités liées à la commune
- Alphonse de Lamartine (1790-1869), poète, romancier, dramaturge et historien français, l'une des grandes figures du romantisme en France. Il participe aussi à la Révolution française de 1848 et proclame la Deuxième République française, a résidé à Bessancourt[35]
- Adolphe Thiers (1797-1877), homme politique, écrit à Bessancourt les deux premiers volumes de son histoire de la Révolution française[35] ;
- Antoine Vollon (1833-1900), peintre, résida à Bessancourt[35] ;
- Georges Méliès (1861-1938), cinéaste, résida à Bessancourt. Une rue porte son nom[35] ;
- Désiré Pâque (1867-1939), musicien belge mort à Bessancourt ;
- Aristide Quillet (1880-1955), libraire, éditeur de l'encyclopédie Quillet, a fait son apprentissage à Bessancourt ;
- Pierre Clément (1943-2011), peintre, est né à Bessancourt ;
- Marc Steckar (1935-2015) musicien français mort dans la commune[35].

### Héraldique
| Blason de Bessancourt | Blason  | Parti : au premier de gueules à la bande d'argent, accompagnée de six croisettes recroisetées au pied fiché d'or, ordonnées en orle trois en chef et trois en pointe, au second d'or à la croix de gueules cantonnée de seize alérions d'azur ordonnés 2 et 2 ; au chef aussi d'azur chargé de deux fleurs de lys d'or ; à la crosse d'or brochant sur le tout de la partition et du chef. |
| Blason de Bessancourt | Détails | |

## Pour approfondir